# Kaceřov (okres Sokolov)
Kaceřov (německy Katzengrün) je obec v okrese Sokolov v Karlovarském kraji. Žije zde 416 obyvatel.

## Historie
První písemná zmínka o obci pochází z roku 1312. Dokladuje to listina, která dokumentuje spory o dvory mezi klášterem ve Waldsassenu a syny zemřelého vlastníka Jindřicha Limbergera.

## Obyvatelstvo
Při sčítání lidu v roce 1921 zde žilo 701 obyvatel, z nichž bylo 35 Čechoslováků, 660 Němců a šest cizinců. Všichni se hlásili k římskokatolické církvi.
| Rok            | 1869 | 1880 | 1890 | 1900 | 1910 | 1921 | 1930 | 1950 | 1961 | 1970 | 1980 | 1991 | 2001 | 2011 | 2021 |
| -------------- | ---- | ---- | ---- | ---- | ---- | ---- | ---- | ---- | ---- | ---- | ---- | ---- | ---- | ---- | ---- |
| Počet obyvatel | 635  | 584  | 537  | 557  | 691  | 701  | 781  | 454  | 404  | 281  | 221  | 223  | 239  | 245  | 237  |
| Počet domů     | 87   | 90   | 91   | 85   | 91   | 93   | 119  | 115  | 122  | 68   | 66   | 80   | 86   | 90   | 96   |

| Rok            | 1869 | 1880 | 1890 | 1900 | 1910 | 1921 | 1930 | 1950 | 1961 | 1970 | 1980 | 1991 | 2001 | 2011 | 2021 |
| -------------- | ---- | ---- | ---- | ---- | ---- | ---- | ---- | ---- | ---- | ---- | ---- | ---- | ---- | ---- | ---- |
| Počet obyvatel | 635  | 584  | 537  | 557  | 691  | 701  | 781  | 454  | 697  | 504  | 411  | 391  | 432  | 420  | 388  |
| Počet domů     | 87   | 90   | 91   | 85   | 91   | 93   | 119  | 115  | 122  | 111  | 114  | 130  | 138  | 142  | 152  |

## Obecní správa
Mezi lety 1850–1874 Kaceřov patřil jako osada obce ke Chlumu Svaté Maří v okrese Falknov. Od roku 1874 je obcí v okrese Sokolov (v letech 1900–1910 Falknov a v letech 1921–1930 Falknov nad Ohří).

### Části obce
- Horní Pochlovice
- Kaceřov

V letech 1880–1929 k obci patřil i Lítov.

### Obecní symboly
Znak a vlajka byly obci uděleny rozhodnutím předsedy Poslanecké sněmovny Parlamentu České republiky dne 18. listopadu 1998.

## Pamětihodnosti
- Novogotická kaple svaté Anny z období kolem roku 1820
- Kulturní památky:
  - V severní části vesnice stojí bývalý poplužní dvůr a barokní kaceřovský zámek zámek z první poloviny osmnáctého století. Přiléhá k němu park a Zámecký rybník, na jehož východní straně se dochovalo tvrziště po nejstarší kaceřovské tvrzi.[10]
  - Barokní reliéf Nejsvětější Trojice
  - Socha svatého Antonína Paduánského z roku 1719

## Osobnosti
- Josef August Hecht (1792–1861), lázeňský podnikatel ve Františkových Lázních a politik